# 楠木镇
楠木镇，是中华人民共和国四川省南充市南部县下辖的一个乡镇级行政单位。2019年10月，撤销中心乡，将其所属行政区域划归楠木镇管辖。

## 行政区划
楠木镇下辖以下地区：
楠木社区、通柏村、华光村、白鹤村、驷马村、石牛垭村、金垭村、泸溪村、陵江村、金石村、花冠庙村、白云村、大书村、楠新村、横山村、黎家庙村和南鸭村，
莲花寺村、狮子嘴村、牌坊村、漏米岩村、雍家店村、红苕店村、秧草沟村、水垭河村、佛儿岩村、长盐井村、三清沟村、茶坪村、杏儿垭村和四面山村。